# Schopfgraben (Miesbach)
Schopfgraben  ist ein Gemeindeteil von Miesbach auf der Gemarkung Wies im oberbayerischen Landkreis Miesbach.

## Ortsbeschreibung
Die Siedlung Schopfgraben liegt nördlich von Miesbach an der Mündung des Schopfgrabens in die Schlierach und am Westufer der Schlierach.

## Bevölkerungsentwicklung
Um 1950 lebten in Schopfgraben 87 Einwohner. Bis 1970 stieg die Bevölkerungszahl auf 128 Einwohner. Im Mai 1987 gab es 254 Einwohner in 39 Häusern, die in 108 Wohnungen aufgeteilt waren.
| Jahr      | 1950 | 1970 | 1987 |
| Einwohner | 87   | 128  | 254  |